# Elex – Zeitschrift für Freizeitelektronik

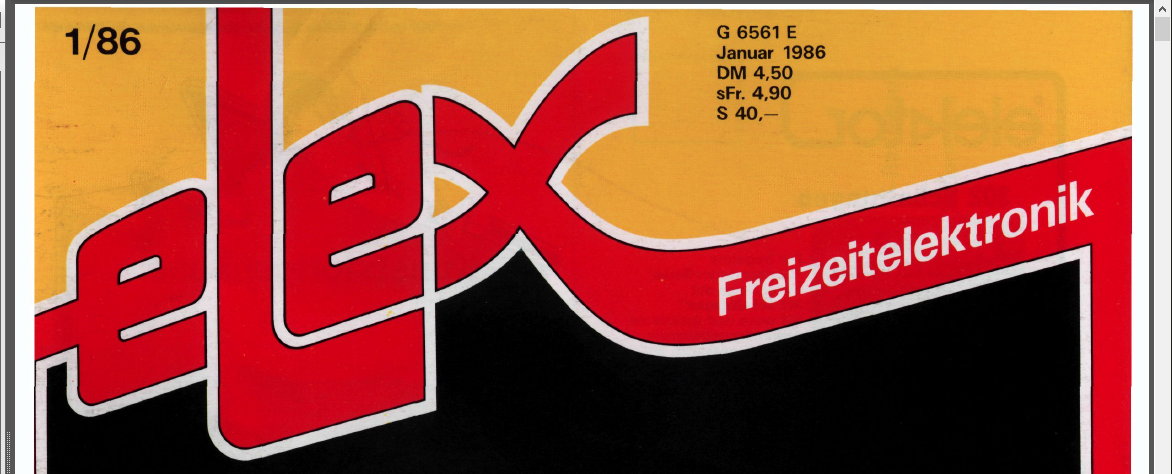
Logo elex ab 1/86

elex – Zeitschrift für Freizeitelektronik war eine Fachzeitschrift für Elektronik, technische Informatik und angewandte Computertechnik. Der Name setzt sich aus den Wörtern Elektronik und experimentieren zusammen. Sie wurde seit Dezember 1982 (Nullnummer) und ab März 1983 regelmäßig in deutscher Sprache von der Elektor-Verlag GmbH in Aachen (in den Anfangsjahren in Gangelt) herausgegeben. Nach Ausgabe 12/1986 wurde die Zeitschrift eingestellt. Mit dem Nachfolgemagazin ESM – Elektronik Selbstbau Magazin (ISSN 0940-4406) erschien 1991 abermals ein Ableger der Elektor.
elex wurde vom Verlag als kleine Schwester der Zeitschrift Elektor gesehen und sollte die vielfältigen Facetten der modernen Elektronik in müheloser und ansprechender Weise vermitteln. Die Zeitschrift wendete sich primär an Anfänger. Inhalte waren einfache Schaltungen, die oft auf einer eigens entwickelten Experimentierplatine oder Streifenrasterplatinen aufgebaut wurden und Grundlagenartikel. Die Qualität und Anmutung der Zeichnungen und Schaltbilder entsprachen dem hohen Niveau der Elektor und lassen die gleiche Handschrift erkennen.